# Pleuropterantha
Pleuropterantha es un género de  fanerógamas con tres especies pertenecientes a la familia Amaranthaceae.

## Taxonomía
El género fue descrito por Adrien René Franchet y publicado en Sertulum Somalense 59. 1882. La especie tipo es: Pleuropterantha revoilii Franch.	

## Especies aceptadas
A continuación se brinda un listado de las especies del género Pleuropterantha aceptadas hasta octubre de 2011, ordenadas alfabéticamente. Para cada una se indica el nombre binomial seguido del autor, abreviado según las convenciones y usos.
- Pleuropterantha revoilii Franch.
- Pleuropterantha thulinii C.C.Towns.
- Pleuropterantha undulatifolia Chiov.